# Justitsmord
Justitsmord (fra tysk justizmord, dannet 1782 af L. v. Schlözer) er et fænomen, hvor en person på grundlag af bevisets stilling bliver dømt for en forbrydelse, vedkommende ikke har begået.
Betegnelsen blev oprindeligt brugt, når personer fejlagtigt blev idømt og fik fuldbyrdet dødsstraf, men efterhånden, som denne strafform er blevet mindre almindelig eller helt afskaffet, har begrebet fået en udvidet betydning om enhver domfældelse af en person, der senere viser sig at være uskyldig.
Da ethvert bevis, selv egen tilståelse, ikke giver absolut sikkerhed for sigtedes skyld, kan justitsmord forekomme i ethvert land og under enhver straffeprocesordning. Særlig stor er risikoen herfor ved nævningedomme, fordi de i reglen må bygge på indicier, og eksempler herpå forekommer i alle lande, hvor nævningesystemet har været gældende gennem længere tid. Det stærke udtryk "mord" er en illustration af den kriminelle handling, det er at bidrage til eller forårsage et uskyldigt menneskes dom og frihedsberøvelse.
Et velkendt tilfælde af justitsmord er dommen for landsforræderi mod franskmanden Alfred Dreyfus i 1894. Efter en kampagne, hvor forfatteren Emile Zola aktivt tog Dreyfus-affæren op, blev hovedpersonen dog fundet uskyldig og løsladt i 1895.
I flere tilfælde af justitsmord har der været tale om sager, hvor dommen byggede på en tilståelse.

## Falske tilståelser
Den islandske retspsykiater Gisli H. Gudjonsson har i sin forskning påvist, at der er fare for at en enkeltperson kan påvirkes under en afhøring, således at vedkommende afgiver en falsk tilståelse. Han skelner mellem tre former:
1. Kapitulerende falsk tilståelse: Tilståelsen fremkommer som en reaktion mod det pres, afhøringen udsætter den afhørte for.
2. Internaliserende falsk tilståelse: Mistænkte tror, at han er skyldig, fordi afhøringen har fremkaldt falske erindringer.
3. Frivillig falsk tilståelse: Denne type falsk tilståelse afgives af personer, som har et stærkt behov for opmærksomhed fra sine omgivelser eller for at dække over en anden person, som ønskes skånet for berettiget domfældelse.

## Justitsmord i Danmark
For at der kan være tale om justitsmord, må der i en dansk kontekst i første omgang være faldet en endelig dom (der er således ikke tale om justitsmord hvis appelretten omgør en dom anket fra en lavere retsinstans). I Danmark er det Den Særlige Klageret, der tager stilling til om sager skal genoptages efter en endelig domsfældelse. Dette kan som udgangspunkt kun ske hvis betydelige nye informationer er fremkommet, og sker ganske sjældent.
Mange omgjorte sager omhandler sædelighedsforbrydelser, hvilket ifølge juraprofessor Eva Smith kan skyldes at disse sager ofte hviler på vidneudsagn frem for fysiske beviser.
Eksempler på fængselsdomme omgjort af Den Særlige Klageret:
- Naum Conevski: dømt for voldtægt 1981, dom omgjort 1984[7]
- Ove Thomas Hansen (Pedal-Ove): dømt for mord 1982, dom omgjort 1992[8]
- Sharif Saloni, Mahmoud El-Ahmadg og Mahmoud Walid Fathi: dømt for voldtægt 2008, dom omgjort 2010[9]
- John Jakobsen: dømt for seksuelle overgreb i 2012, dom omgjort 2013[6]
- Oliver Chano Lyck: dømt for ulovlig våbenbesiddelse i 2023, dom omgjort 2024[10]

## Justitsmord i Norge
I Norge fandt et meget omtalt justitsmord sted i 1970 i form af Lilandsagen. Per Kristian Liland blev idømt 21 års fængsel og 10 års sikring for et dobbeltdrab. Han afsonede 14 år, før han blev løsladt. I 1994 blev sagen genoptaget efter fremkomsten af nye beviser. Her blev Liland pure frikendt og fik tilkendt oprejsning og en stor erstatning. Sagen vakte stor opsigt og førte til, at regeringen nedsatte en undersøgelseskommission og efterfølgende til oprettelsen af den særlige norske institution "Gjenopptakelseskommisjonen", hvis eneste opgave er at tage stilling til, om allerede afgjorte retssager skal gå om.